# Så länge vi har varann
Så länge vi har varann är en poplåt framförd av Ratata och Anni-Frid Lyngstad. Låten finns med på Ratatas album Mellan dröm och verklighet från 1987. Melodin låg på Svensktoppen i 21 veckor under perioden 22 februari–27 september 1987, med andraplats som bästa resultat där.
Den spelades också in på engelska, som "As Long As I Have You".

## Listplaceringar
| Lista (1987) | Position |
| ------------ | -------- |
| Sverige      | 5        |